# 김대식 (1918년)
김대식(金大植, 1918년 8월 2일 ~ 1999년 1월 9일)은 대한민국의 국회의원이다. 일제강점기 당시 일본 제국의 괴뢰국이었던 만주국의 간도특설대에서 근무한 이력이 있다.

## 학력
- 춘천고등보통학교 수료
- 해군병학교 1기
- 미국 해군전투병과학교 고등군사반 수료
- 미국 미주리 종합군사학원 수료
- 육군대학 수료
- 미국 해군참모대학교 수료
- 국방대학교 수료

## 경력

### 국회의원 이외의 경력
- 만주군 독립군토벌부대 간도특설대 준위
- 해군본부 인사국장
- 해병사단장
- 해병대사령관
- 해군 중장 예편

### 국회의원 경력
- 대한민국의 제5대 참의원 : 무소속(강원도 제1부)